# Rétro-conversion
En chimie, la rétro-conversion du dioxyde de carbone, « inverse » de la combustion, consiste à faire réagir du dioxyde de carbone avec de l'eau pour former des produits tels que des molécules organiques à valeur énergétique, (hydrocarbures, sucres, etc.) ou de la matière organique complexe (polymères…). La rétro-conversion du dioxyde de carbone est un processus endothermique, souvent multi-étapes.
L'exemple naturel de ce processus chimique thermodynamiquement défavorable est la photosynthèse.